# Villerville
Villerville település Franciaországban, Calvados megyében. Lakosainak száma 606 fő (2022. január 1.). Villerville Cricquebœuf és Trouville-sur-Mer községekkel határos.

## Népesség
A település népessége az elmúlt években az alábbi módon változott:
| Lakosok száma | 728  | 733  | 686  | 750  | 698  | 693  | 627  | 593  | 591  | 606  |
|               | 1968 | 1982 | 1990 | 2006 | 2013 | 2015 | 2017 | 2019 | 2020 | 2022 |